# Romanus von Antiochia

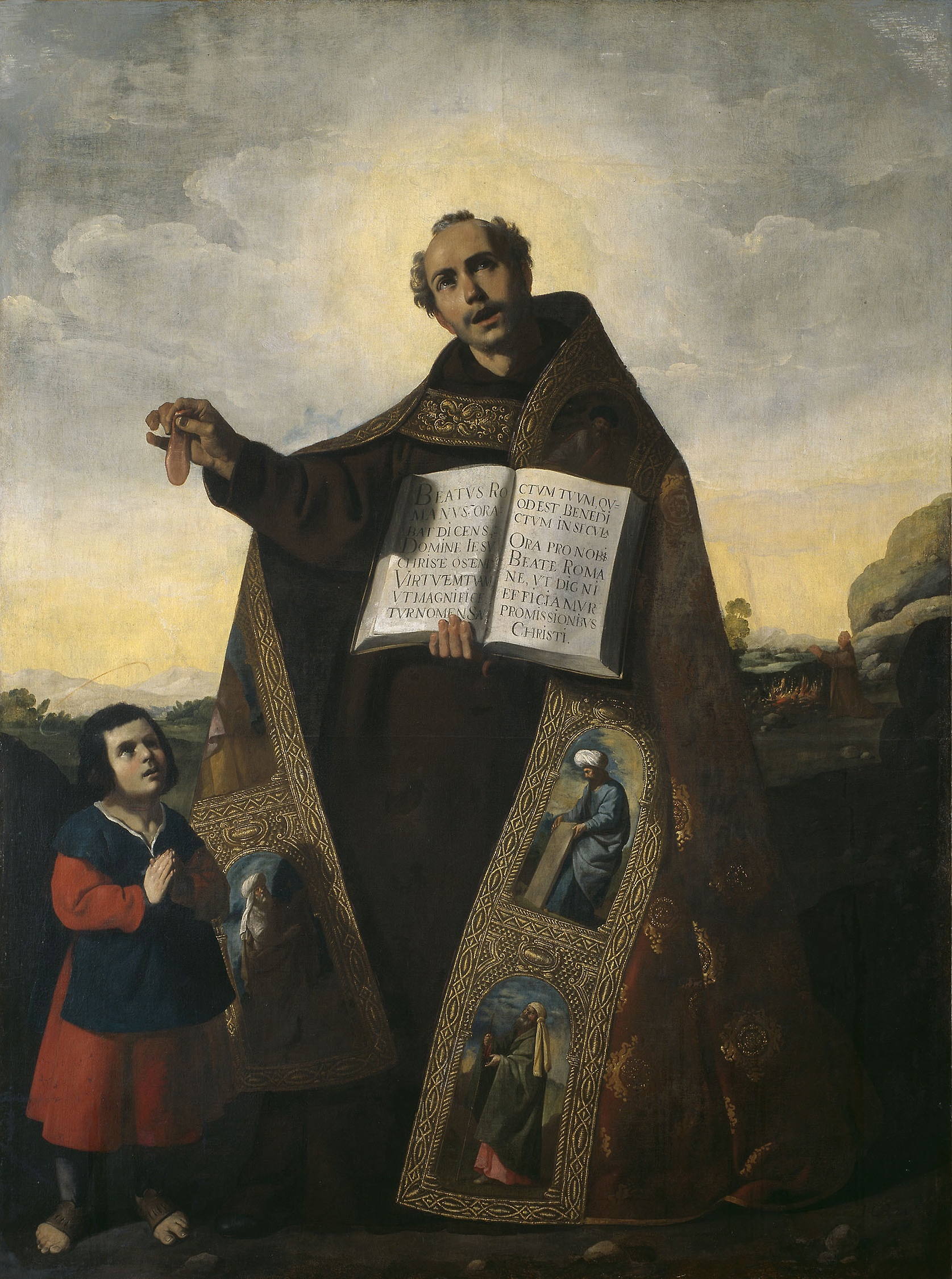
Francisco de Zurbarán – Romanus von Antiochia und sein Begleiter Barulas (1638)

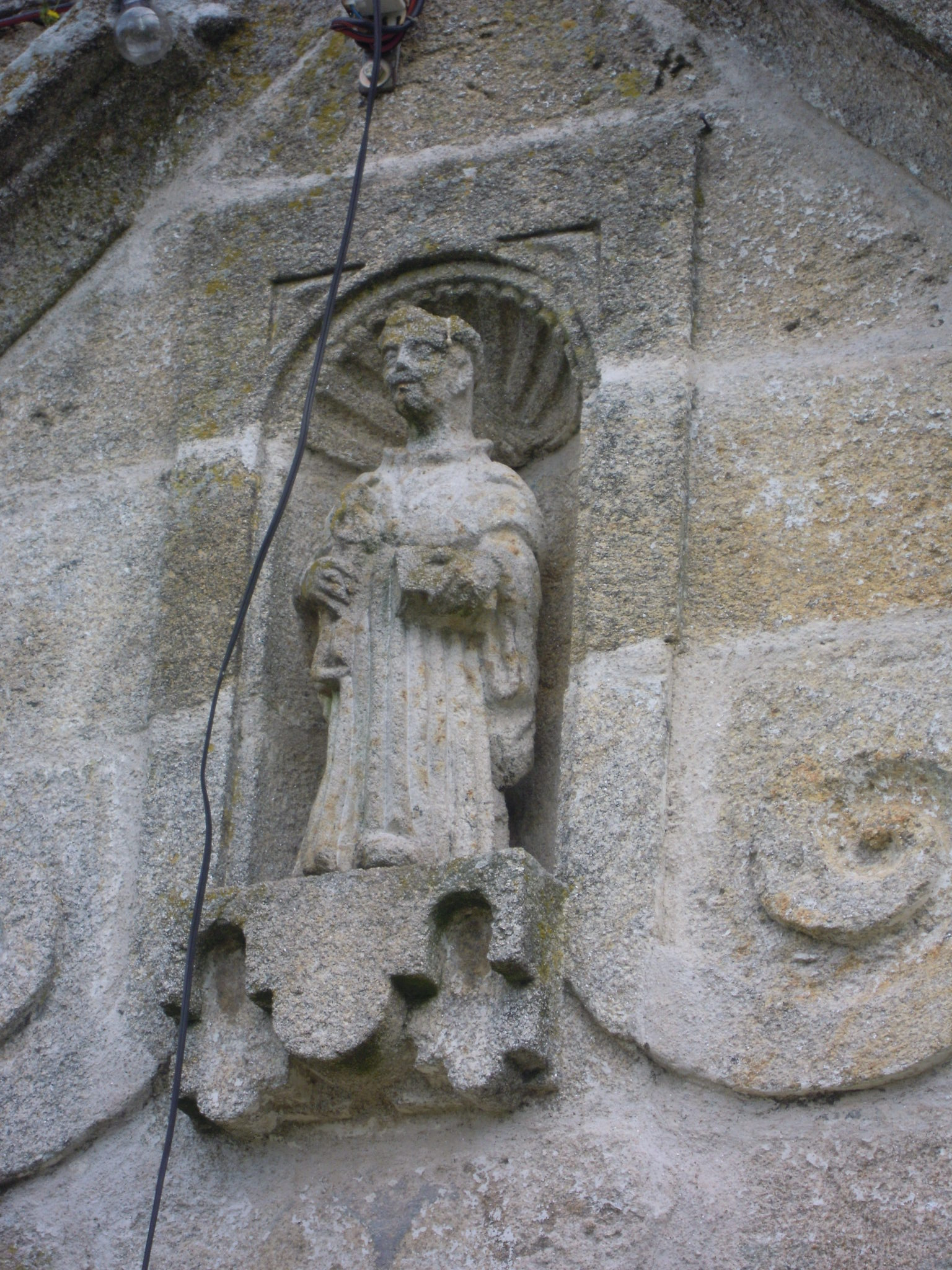
Hl. Romanus in San Román de Saxamonde, Galicien (17. Jh.)

Romanus von Antiochia, auch Romanus von Caesarea, (französisch Saint Romain, spanisch San Román; * um 270 in Caesarea; † 303 in Antiochia) war ein christlicher Märtyrer in der Zeit der Christenverfolgungen unter dem römischen Kaiser Diokletian. Er wird sowohl in den orthodoxen Kirchen als auch in der armenisch-apostolischen und römisch-katholischen Kirche verehrt; sein Gedenktag ist der 18. November. Verwechslungen mit anderen, aber deutlich weniger bekannten Heiligen gleichen Namens sind möglich.

## Überlieferung
Von Romanus berichtet zuerst Eusebius von Caesarea († um 338). Seine Legende wurde im Lauf der Zeit weiter ausgeschmückt – u. a. von Johannes Chrysostomus († 407) und von Prudentius († um 405).

## Vita
Romanus wurde wahrscheinlich in Caesarea (heute Israel) geboren; später wurde er hier Diakon. Als die Christenverfolgungen unter Kaiser Diokletian begannen, ging er nach Antiochia (heute Türkei), um den Glauben der dortigen Christen zu stärken. Deshalb wurde er verhaftet, gegeißelt, mit Haken gequält und zum Feuertod verurteilt. Kaiser Diokletian, der sich zu der Zeit in Antiochia aufhielt, hielt die Strafe für zu gering und ließ ihm die Zunge ausreißen. Weil das Volk Mitleid mit Romanus zu haben schien, wurde er ins Gefängnis gesteckt, in den Stock gelegt und gestreckt und schließlich erdrosselt.

## Barulas
Gemäß der Überlieferung legte der erst siebenjährige Knabe Barulas angesichts des Martyriums von Romanus ein Bekenntnis seines Glaubens ab. Daraufhin wurde er ergriffen, gefoltert und enthauptet. Während der Folterungen sprach ihm seine Mutter Mut zu und sah freudig erregt auf seine Vollendung im Glauben hin.

## Verehrung
In Spanien, Portugal sowie im spanischen Kolonialreich tragen zahlreiche Kirchen das Patrozinium des hl. Romanus. In Frankreich sind mehrere Ortschaften nach ihm benannt; am bekanntesten ist der burgundische Weinort Saint-Romain.

## Darstellung
Mittelalterliche Bildnisse des Heiligen sind unbekannt. In der Neuzeit wird er häufiger dargestellt.